# 黑斯廷斯線
黑斯廷斯線（又譯作希斯汀線、哈斯丁線、海斯廷斯線等）是英格蘭肯特和東薩塞克斯郡的一條二級鐵路路線，將黑斯廷斯與主要城鎮皇家唐橋井的唐橋井車站連接起來，更經由肯特的湯布里奇和七橡樹連接了倫敦。虽然這條路線主要用於载客，但它也服务于作为货运来源的石膏矿。 英國的東南鐵路公司在本线上运营客运列车，此路線是這家公司最繁忙的线路之一。
这条铁路是由东南铁路在19世纪五十年代初期建造的，横跨韦尔德的崎岖地形。由于对铁路建设的监督松懈，承包商得以在隧道衬砌上节省费用。这些缺陷在铁路开通后就显现出来。整改告知沿线的装载量规受限，需要使用专用的機車車輛。
从开通到20世纪50年代末，客运服务由蒸汽機車提供，后来由根据铁路装载量建造的柴動車組接管。柴油機車处理货物，也适合装载量规。直到1986年，这条线路实现了电气化，受影响最大的隧道从雙軌减少到了單軌。

## 背景
1844年，东南铁路（SER）完成了从伦敦到肯特郡多佛尔的主线建设，与竞争对手伦敦布莱顿和南海岸铁路（LBSC）的雷德希尔（RedHill）分开。从敦布里奇（Tunbridge，现代拼写为“Tonbridge”[注 1]）到皇家唐橋井的单线支线于1844年7月开始修建。唐橋井是一个时尚小镇，1606年人们在这里发现了一个含铁质的泉水。当时，议会尚未批准这条铁路。1845年4月28日，下议院对允许修建铁路的议会法案进行了一读。该法案于7月28日在下议院和上議院完成通过，随后维多利亚女王于7月31日批准了该法案。
负责施工的工程师是彼得·W·巴洛，承包商是霍夫父子。1845年4月，SER决定将分支机构改为双轨。在距离唐桥44链（890米）处有一条410码长（370米）的隧道，这座隧道以附近的豪宅命名为“萨默希尔隧道（Somerhill Tunnel）”。在距离萨默希尔隧道1英里54链（2.70公里）处，需要修建一条270码（250米）长的高架橋。南区高架桥高40英尺（12米），有26个拱门。因为823码（753米）长的威尔斯隧道仍在建设中，所以在唐桥井建造了一个临时车站，距离唐桥4英里7链（6.58 km）。这个临时车站后来变成了货运站。第一列火车由四辆机车和26节车厢组成，于9月19日抵达唐桥井。从唐桥开往萨默希尔隧道的列车在开始攀登之前必须倒车，因为唐桥没有面对面的交叉口。这一情况一直持续到1857年，耗资5,700英镑的直连车道建成为止。旧通道一直使用到约1913年。
1845年，SER获准修建一条从肯特郡阿什福德到東薩塞克斯郡聖倫納德廳的线路。LBSC于次年从雷威斯到达圣伦纳德。这使得LBSC到黑斯廷斯的路线比SER的路线短，当时还在建设中。SER寻求许可，将其分支从横跨威尔德的唐桥井延伸至黑斯廷斯。1846年6月18日，一条通往黑斯廷斯的25英里60链（41.44公里）线路的建设获得批准，议会认为阿什福德和圣伦纳德之间的线路具有重要的军事战略意义。因此他们规定，这条线路将在唐桥井扩建之前完工。唐桥井的扩建工程于1846年11月25日开工，没有举行任何公开仪式。1847年，SER对阿什福德和圣莱昂纳兹之间的铁路线先完工的条件提出质疑，但未获成功。

## 建设
黑斯廷斯铁路线修建在崎岖、森林茂密、丘陵地带，横跨高纬度和砂岩的黑斯廷斯河床，需要在唐桥和黑斯廷斯南海岸的海水浴場之间修建八条隧道。SER急于用尽可能经济的方式修建这条线路，因为它与LBSC在黑斯廷斯展开了竞争，并且在19世纪40年代中期财务状况不佳。
唐桥井和罗伯茨桥之间线路的施工由Hoof和Wyths承包，分包给H.Warden。到1851年3月，铁路路床已修建至东苏塞克斯郡惠特林顿，长度为19英里（30.58公里）。所有隧道都已完工，从唐桥井铺设了一条10英里40链（16.90公里）长的铁路线。9月1日，从唐桥井到罗伯茨桥的15英里40链（24.94公里）路段开通后，单线轨道又延伸了4英里（6.44公里）到惠特林顿。唐桥井和波皮普枢纽之间线路的建设成本超过500,000英镑

### 隧道施工中的缺陷
施工监督的松懈，使承包商得以在隧道衬砌上节省费用。1855年3月，蒙特菲尔德隧道的部分砌砖工程坍塌，这一问题就表现了出来。对格罗夫山、草莓山和威尔斯隧道的检查表明，这些隧道建造时使用的砖块也过少。格罗夫山隧道使用单层砖块建成，且砖顶上方没有填充物。SER将承包商告上法庭，并获得3500英镑的赔偿金。为了修正这个问题，该公司付出了4700英镑。尽管承包商收取了六层砖块的费用，但他们只使用了四层。考虑到重新铺设隧道的成本，因此必须通过增加两圈砌砖来纠正这一问题，将隧道宽度减少18英寸（460毫米）。其结果是，线路上的装载限界受到限制，必须建造特殊的機車車輛。这个问题一直持续到1986年。
瓦德赫斯特隧道于1862年坍塌，SER发现那里也存在同样的情况。整改费用为10231英镑。到1877年，波皮普隧道一次只能容纳一列火车进入。1934年至1935年，隧道部分加宽。1949年11月，隧道内发现了严重的缺陷。单线施工于11月19日开始，但隧道不得不在一周后完全关闭。这条隧道的一部分用铸铁分段重新铺设。1950年6月5日重新通车。蒙特菲尔德隧道于1938年至1939年进行了基础加固，保持开放，单线运营。1974年11月17日发生部分坍塌，导致其单线运行至1975年1月31日。随后，该线路关闭至3月17日，同时轨道被单独穿过隧道。

### 开始运营

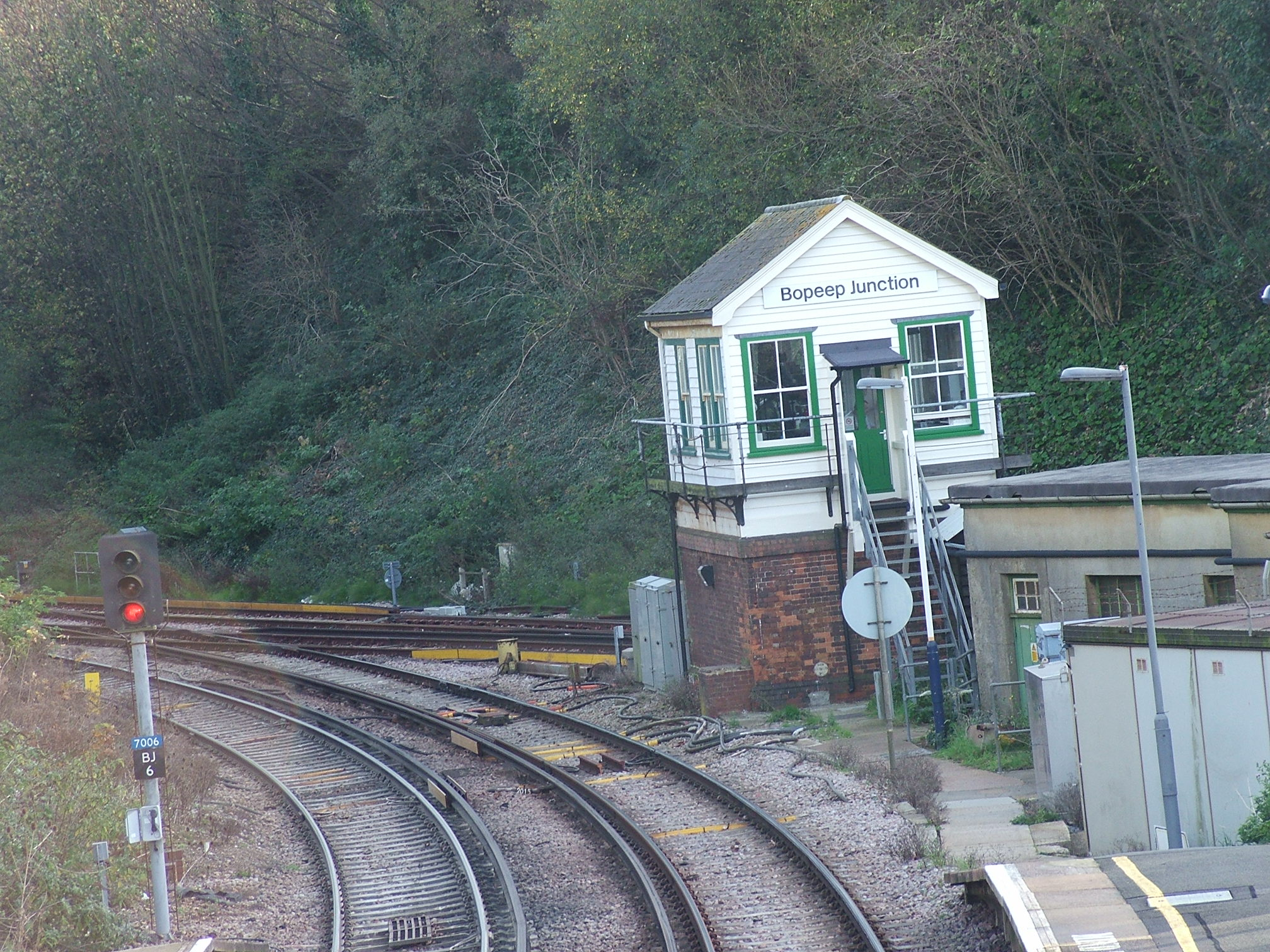
波皮普枢纽

该线路由该公司分三个主要阶段开通：唐桥－唐桥井，唐桥井－罗伯茨桥和罗伯茨桥－波皮普枢纽。1845年9月19日威尔斯隧道完工时，唐桥井的一个临时车站开通。该临时车站后来变成了货物仓库。唐桥井站（后来的唐桥井中心站）于1846年11月25日开放。唐桥井－罗伯茨桥段于1851年9月1日开放，罗伯茨桥段－战斗车站段于1852年1月1日开放。战斗车站－波皮普枢纽段于1852年2月1日开放。

### 隧道
汤布里奇和黑斯廷斯之间有八条隧道。 从北到南依次是：
| 名称       | 长度                | 轨道 | 描述                                                              | 照片                                                                                               |
| ---------- | ------------------- | ---- | ----------------------------------------------------------------- | -------------------------------------------------------------------------------------------------- |
| 萨默希尔   | 410 yd（375米）     | 單線 | 位于唐桥和High Brooms车站之间。 自1986年1月19日起，被缩减为单线。 | Photograph showing the south portal of Somerhill Tunnel, with a London-bound train about to enter. |
| 威尔斯     | 823 yd（753米）     | 复线 | 位于High Broms和唐桥井站之间。                                    | Photograph showing the south portal of Wells Tunnel.                                               |
| 格罗夫希尔 | 287 yd（262米）     | 复线 | 位于唐桥井和弗兰特站之间。                                        | Photograph showing the north portal of Grove Tunnel.                                               |
| 草莓山     | 286 yd（262米）     | 单线 | 位于唐桥井和弗兰特站之间。 自1985年4月21日起，被缩减为单线。      | Photograph showing the north portal of Strawberry Hill tunnel.                                     |
| 瓦德赫斯特 | 1,205 yd（1,102米） | 单线 | 位于瓦德赫斯特站和石门站之间。 从1985年4月21日起，被缩减为单线。  | ald=Photograph showing the north portal of Wadhurst Tunnel                                         |
| 芒特菲尔德 | 526 yd（481米）     | 单线 | 位于罗伯茨桥和战斗车站之间。 从1975年3月17日起，被缩减为单线。    | Photograph showing north portal of Mountfield Tunnel.                                              |
| 波皮普     | 1,318 yd（1,205米） | 复线 | 位于西圣伦纳德车站和圣伦纳德勇士广场车站之间。                    | Photograph showing west portal of Bopeep Tunnel.                                                   |
| 黑斯廷斯   | 788 yd（721米）     | 复线 | 位于圣伦纳德战士广场和黑斯廷斯车站之间。                          | Photograph showing the west portal of Hastings Tunnel.                                             |

### 车站
该线路从唐桥到黑斯廷斯段的原始车站大多采用哥特式或意大利式风格，由威廉·特雷斯设计。弗兰特站、瓦德赫斯特站、威瑟登站、艾金汉站和罗伯茨桥站于1851年9月1日开通。其他车站详见下文，车站的名称为其原式站名。
- 唐桥站（英語：Tunbridge）

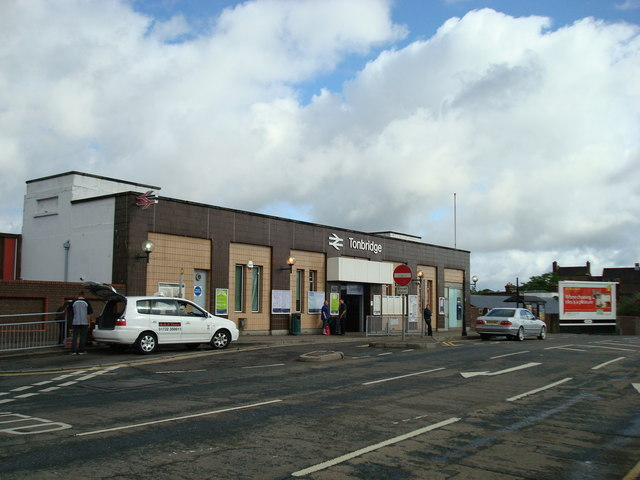
唐桥站，拍摄于2009年7月

唐桥站于1842年5月开放。1845年唐桥井支线开通后，1852年1月更名为唐桥枢纽。 原来的车站位于路桥的东面，而现在的车站位于西面，于1864年开放。. 离开敦布里奇站的火车必须倒车才能到达敦布里奇威尔斯站。这一安排一直持续到1857年，当时修建了一段新的线路，使列车无需倒车就能到达黑斯廷斯。 该车站距离查令十字車站29英里（47.52公里），途经奧爾平。
- 索斯伯勒站（英語：Southborough）

索斯伯勒站于1893年3月1日开通。1925年9月21日，为了避免与查塔姆主线上的Southborough站发生混淆，该站改名为High Brooms，此前已改名为Bickley。该车站距离查令十字车站32英里（52.91公里）。
- 唐桥井（英語：Tunbridge Wells）

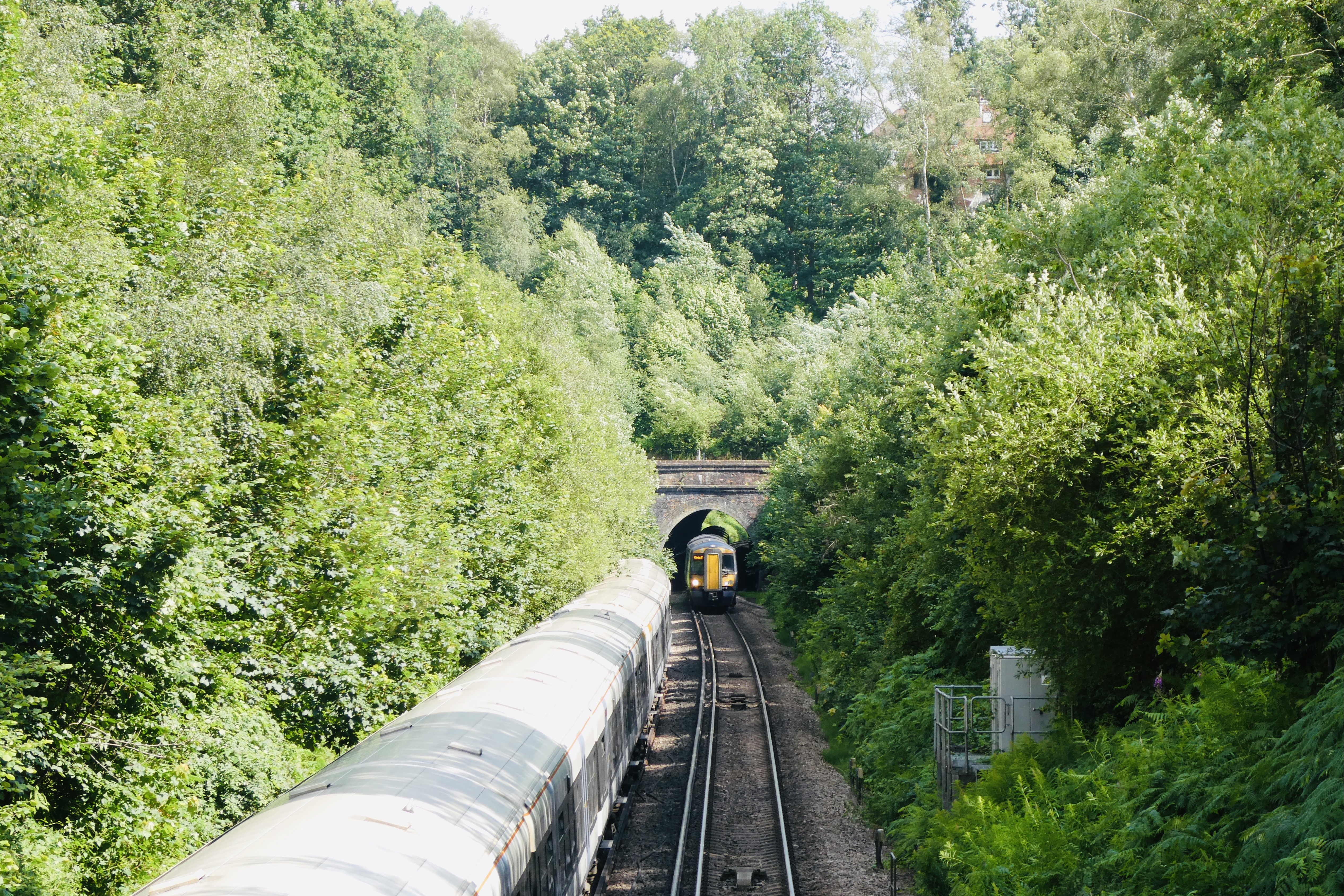
唐桥站南面的单线草莓山隧道北口

唐桥井的首个车站是临时的，位于威尔斯隧道的北部，于1845年9月19日开放，并于1846年11月25日被现在的唐桥井站取代。后来它变成了唐桥井货运站，后来更名为唐桥井中心货运站。货运站于1980年关闭，保留了一条侧线供工程师使用。 最初的车站距离伦敦桥44.29英里（71.27公里），途经红山。[注 2]
车站的建筑是意大利风格的。 1911年，A·H·布洛姆菲尔德建造了一座新大楼。1923年7月9日，该站更名为唐桥井中心（Tunbridge Wells Central），前伦敦、布莱顿和南海岸铁路（LBSC）站更名为唐桥井西（Tunbridge Wells West）。1985年7月6日，唐桥井－埃里奇站（Tunbridge Wells–Eridge）铁路关闭后，该名称恢复为唐桥井。该车站距离查林十字车站55.36公里。
- 弗兰特站（英語：Frant）

弗兰特站距离查令十字车站36英里53链（59.00公里），车站大楼位于地下。
- 瓦德赫斯特站（英語：Wadhurst）

瓦德赫斯特车站距离查令十字车站39英里23链（63.23公里）。车站建筑为意大利风格，后来扩建为单开间。这座1893年建造的信号箱于1986年4月20日退役，由肯特和东苏塞克斯铁路公司购买。
- 威森登车站（英語：Witherenden）

威瑟伦登站距离查令十字车站43英里66链（70.53公里）。1851年12月更名为提克赫斯特路（Ticehurst Road），1947年6月16日更名为石门（Stonegate）。
- 艾金汉站（英語：Etchingham）

艾金汉车站距离查林十字车站47英里（76.32公里）。建筑物在地面以上。
- 罗伯茨桥站（英語：Robertsbridge）

罗伯茨桥站距离查令十字车站49英里37链（79.60公里）。1900年3月26日，随着罗瑟河谷铁路的开通，这里成为了货运枢纽。该线于1900年4月2日向乘客开放，并于1904年更名为肯特和东苏塞克斯铁路。肯特和东苏塞克斯铁路于1954年1月2日对乘客关闭，1962年6月12日对货运关闭，但罗伯茨桥一家水磨工厂的一小段铁路于1970年1月1日才关闭。
- 蒙菲尔德停靠站（英語：Mountfield Halt）

蒙菲尔德停靠站于1923年启用，并于1969年10月6日关闭。站台是用枕木建造的，在20世纪70年代初被拆除。该车站距离查令十字车站53英里37链（86.04公里）。
- 战斗车站（英語：Battle）

战斗车站于1851年9月1日启用。车站建筑为哥特式风格并且建于地面以上。该车站距离查令十字车站55英里46链（89.44公里）。
- 克劳赫斯特站（英語：Crowhurst）

克劳赫斯特站从1877年起就有一条侧线。该车站于1902年6月1日开通，位于貝克斯希爾支线的交汇处，该支线也于同一天开通。尽管该线路于1964年6月14日关闭，克劳赫斯特站仍然开放。该车站距离查令十字车站57英里45链（92.64公里）。
- 西圣伦纳德车站（英語：West St Leonards）

西圣伦纳德车站于1887年10月1日启用。车站建筑物为木结构，上面覆盖着防水板。该车站距离查令十字车站60英里59链（97.75公里）。
- 圣伦纳德勇士广场站（英語：St Leonards Warrior Square）

1851年2月13日，圣莱昂纳兹勇士广场站与黑斯廷斯站和LBSC的圣伦纳德西码头火车站（St Leonards West Marina railway station）之间的一段新线路开通。这使得LBSC能更好地接近黑斯廷斯。该站位于波普隧道和黑斯廷斯隧道之间，距离查令十字车站61英里55链（99.28公里）。
- 黑斯廷斯站（英語：Hastings）

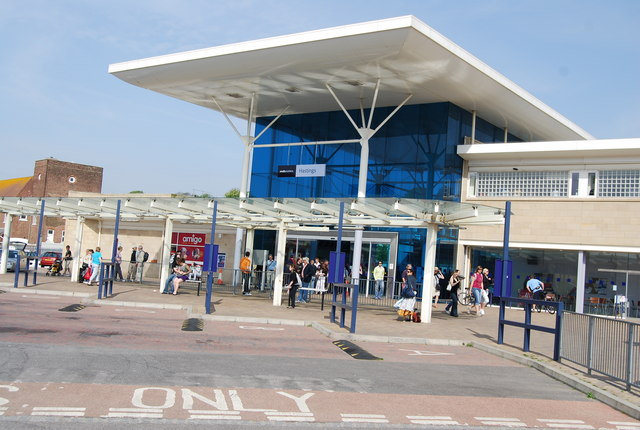
黑斯廷斯站，拍摄于2008年5月

1851年2月13日，黑斯廷斯车站与阿什福德的马什林克线一同启用。1880年，SER对车站进行了重建和扩建，因为当时车站不足以满足日益增长的季节性交通需求。1930年，火车站由南方鐵路重建。这导致黑斯廷斯的机务段关闭，机车被转移到圣伦纳德。原本由特雷斯建造的车站大楼被拆除，J·R·斯科特建造的新乔治亚州车站大楼也被修建起来。该车站的重建于1931年7月5日完工。该车站于2003年重建，这座建于1931年的建筑被拆除，取而代之的是一座新建筑。该车站距离查令十字车站62英里33链，途径奧爾平。

## 运营商
从1845年起，这条线路由东南铁路运营。1899年，东南铁路和伦敦、查塔姆和多佛铁路建立了联合工作伙伴关系，即东南和查塔姆铁路 (SECR)。1923年1月1日，《1921年铁路法》生效，导致了被分成四大英國鐵路公司。 SECR 成为南部鐵路公司 (SR)的一部分。1948年1月1日，《1947 年运输法》生效，南部鐵路公司成为英国铁路的一部分，前SR线成为南部地区。英国铁路于1965年1月1日由British Railways更名为British Rail。1986年6月10日，Network SouthEast列车开始运营。1994年1月1日，《1993年铁路法案》生效，将英国铁路私有化。客运服务于1996年10月13日由威立雅运输接管。2003年6月27日，由于财务管理不善，威立雅失去了特许经营权。从2003年11月9日起，战略铁路管理局接管了客运列车的运行，使用他们的东南列车运营公司来运营。2006年4月1日，Southeastern接管了该线路的客运列车运营。2021年10月17日，SE Trains接管了该路线上的客运列车运营。

## 事故和事件
黑斯廷斯线曾发生多起事故，均未涉及乘客死亡。
- 1852年10月4日，一列客运列车在石门火车站（英语：Stonegate railway station）和艾金汉火车站（英语：Etchingham railway station）之间出轨，当时车队被洪水淹没并冲走。两名机组人员都受伤。[77]
- 1856年6月21日，一列客运列车在唐桥井和唐桥口之间出轨，导致司机死亡，消防员和一名乘客受伤。[78]
- 1859年10月25日，圣伦纳德和贝克斯希尔火车站之间近230米的轨道被冲走，影响了黑斯廷斯线运营。[79]
- 1866年9月30日，一列火车的侧滑部分由于侧滑防护装置的一个错误而未能在唐桥站停下来，这列火车原本要开往黑斯廷斯。它撞上了火车站以东240米处的一列空车。40名乘客中有11人受伤。[80]
- 1892年2月22日，一辆SER列车在黑斯廷斯被一列LBSC客运列车撞上。旅客列车越过了危险信号。两辆列车均有损坏。[81]
- 1896年8月29日，查令十字車站开往黑斯廷斯的火车头在艾金汉附近出轨，当时它与平交道上的牵引发动机和脱粒机相撞。[82]
- 1912年4月29日，216号SECR F1级机车在一列空车上工作时，由于锅炉缺水，唐桥井附近的燃烧箱顶部发生故障。两名机组人员都因蒸汽泄漏后从移动的机车上跳下而严重受伤。[83]
- 1930年1月6日，一列从黑斯廷斯开往伦敦的客运列车的尾部车厢被瓦德赫斯特隧道附近的山体滑坡部分掩埋。随后列车被分开，列车前部继续开往唐桥井，比预计时间晚了100分钟到达。[84]
- 1958年12月23日，6L 1017号机组与6B 1035号机组在唐桥井相撞。18人受伤，其中3人入院。[85][86]
- 2010年11月8日，由英國鐵路375型電聯車运营的一列客运列车未能在石门站停车，原因是该列车的打磨设备出现维修失误。列车越过了车站2英里36英里（3.94公里）。事件发生后，东南列车将重新装填沙斗的时间间隔从7天缩短为5天。[87]该公司被罚款65000英镑，并被责令支付22589英镑的费用。[88]
- 2013年12月23日，瓦德赫斯特发生山体滑坡，这是截至2014年2月的一系列山体滑坡中的首次，导致瓦德赫斯特和圣伦纳德勇士广场之间的线路三次关闭，后又重新开放，修复后采取了限速措施。关闭期间，火车服务被公共汽车取代。[89][90][91][92][93]在这段时间，东南列车因客户服务不佳而受到黑斯廷斯和拉伊议员安伯·拉德的批评。[94]同年3月2日，瓦德赫斯特和罗伯茨桥之间的路段重新开放，[95]3月31日恢复全面服务。[96]